# Yucca linearifolia
Yucca linearifolia är en sparrisväxtart som beskrevs av Clary. Yucca linearifolia ingår i släktet palmliljor, och familjen sparrisväxter. Inga underarter finns listade i Catalogue of Life.

## Bildgalleri

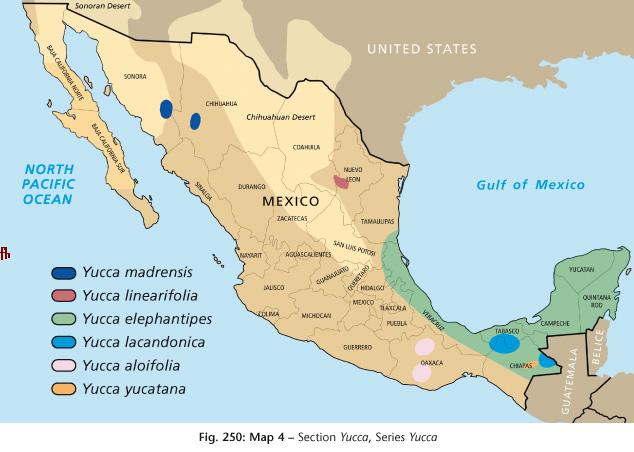
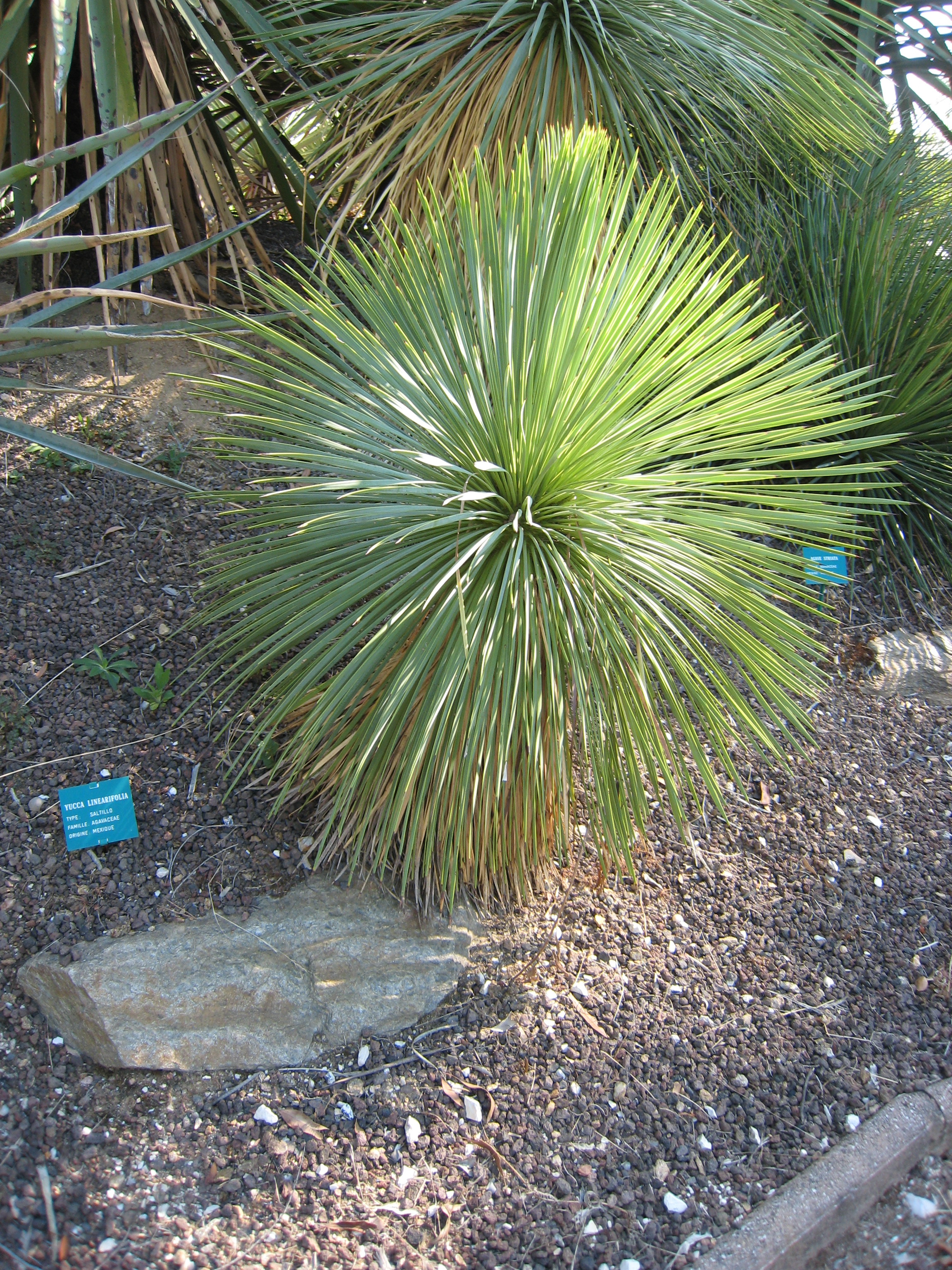
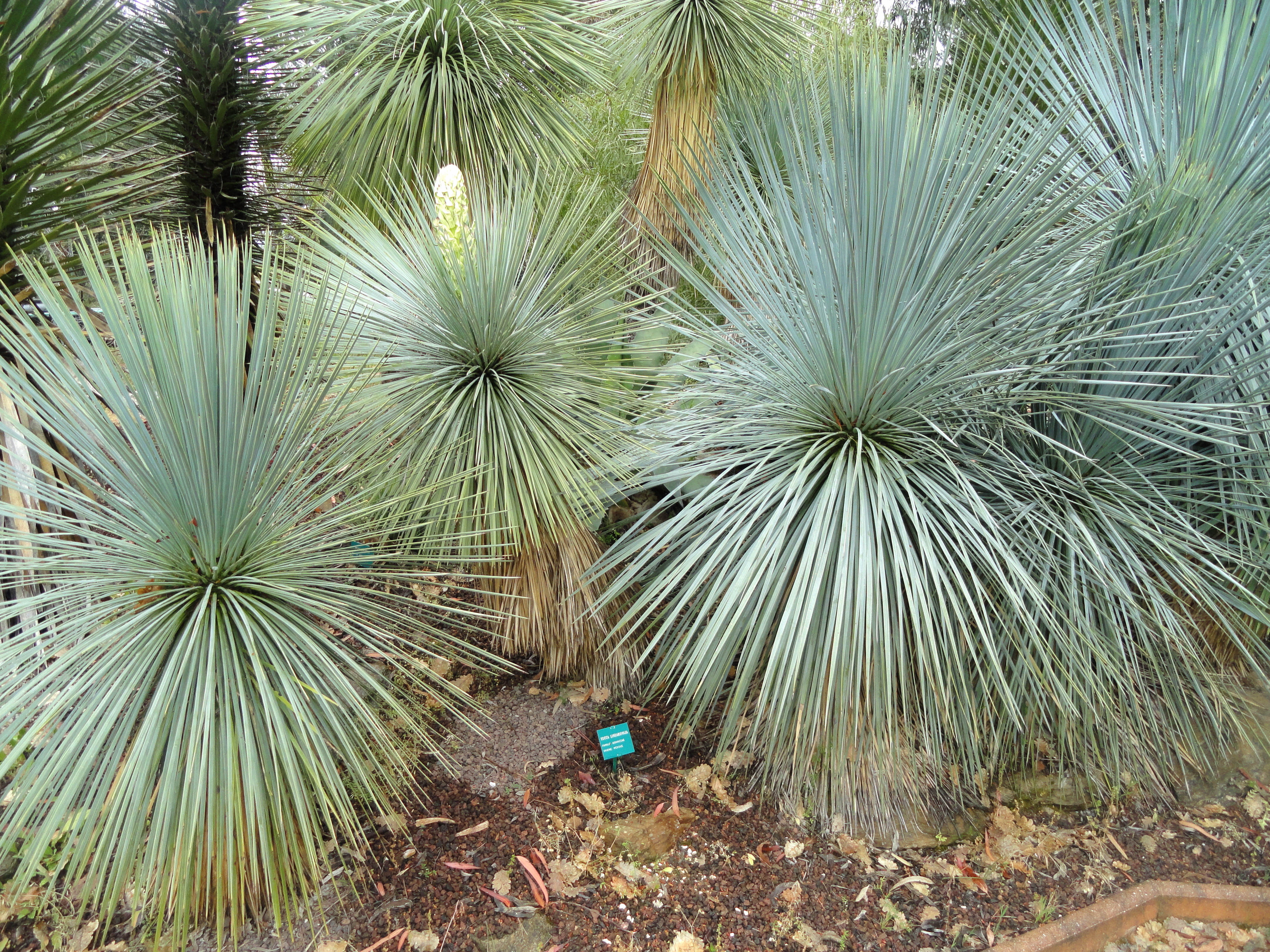
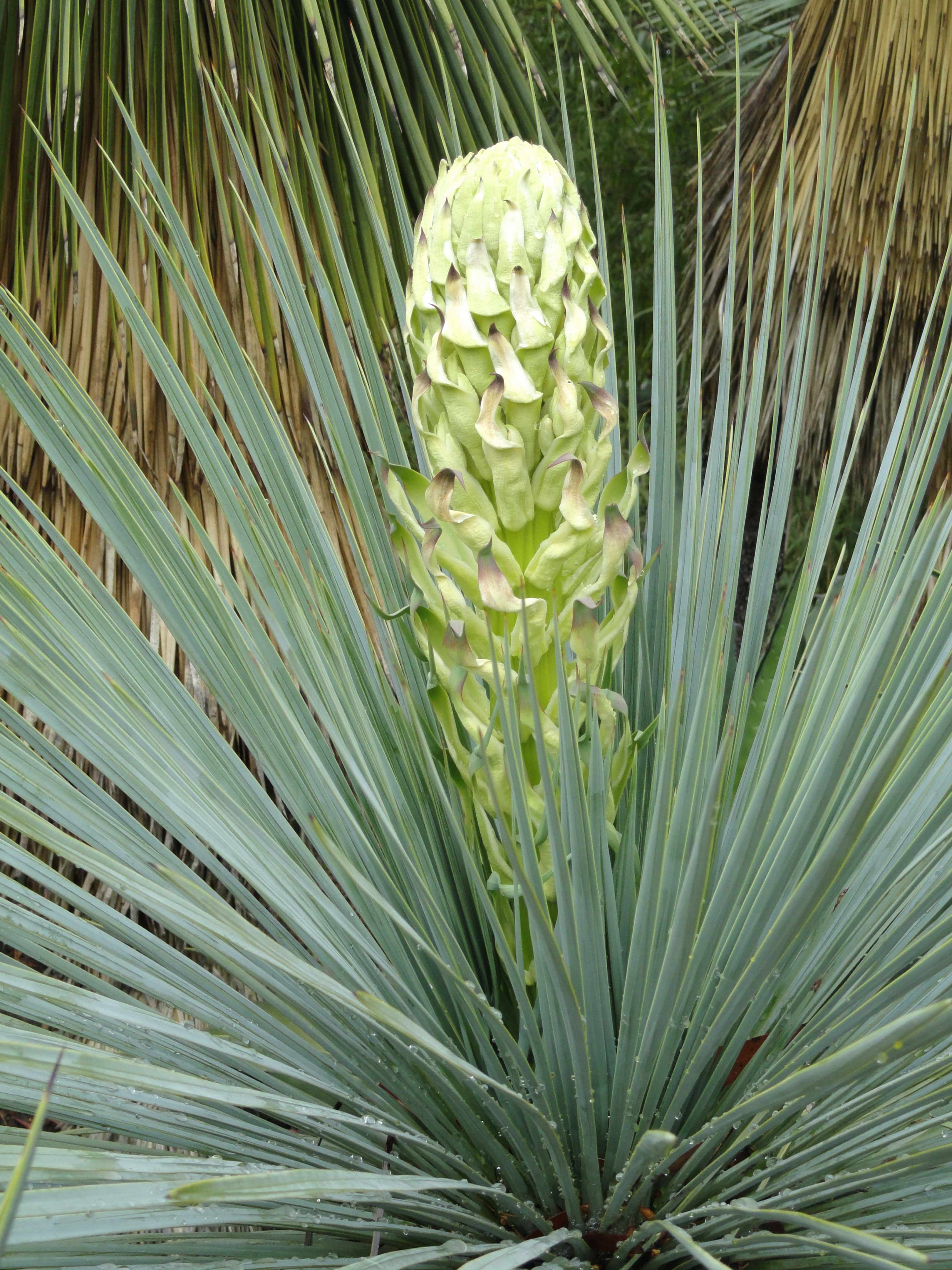